# Caro Dawes

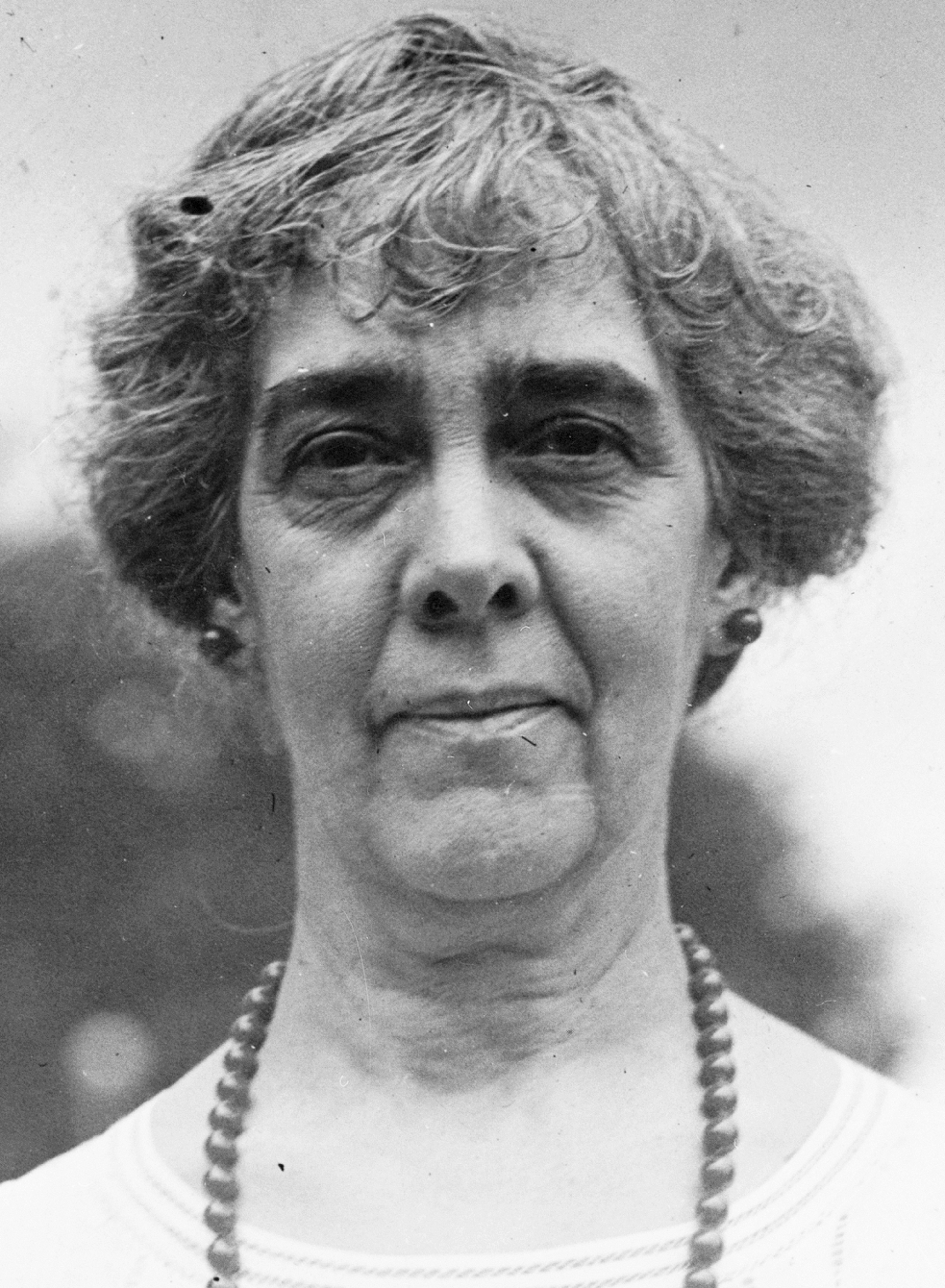
Caro Dawes, 1924

Caro Dana Dawes, geborene Blymyer (* 6. Januar 1866; † 3. Oktober 1957) war die Ehefrau von Charles Gates Dawes, dem US-amerikanischen Vizepräsidenten unter Calvin Coolidge und dadurch Second Lady der Vereinigten Staaten.
Caro Blymyer heiratete 1889 Charles Dawes. Sie hatten zwei Kinder und adoptierten zwei weitere. Nach dem Tod ihres Sohnes Rufus im Jahre 1912 zogen sich die Daweses aus dem gesellschaftlichen Leben zurück und widmeten stattdessen einen großen Teil ihrer Energien gemeinnütziger Arbeit.
Während ihrer Tätigkeit als Second Lady, enttäuscht Dawes die gesellschaftliche Elite von Washington, D.C., weil sie viele Einladungen der Gesellschaft ablehnte. Dennoch wurde beobachtet, dass ihre „Art süß und sanfte war, ihre Gespräche kultiviert und ihre Würde unantastbar“ (manner was sweet and gentle, her conversation cultured, and her dignity unimpeachable).
Dawes starb 1957 und ist zusammen mit ihrem Ehemann in Rosehill Cemetery beigesetzt.